# False verità (Symons)
False verità (titolo originale The Bleakheath Poisonings) è un romanzo poliziesco del 1978 dello scrittore Julian Symons. Il romanzo è un giallo storico ambientato a Londra fra il 1890 ed il 1891.

## Trama
Nel sobborgo londinese di Bleakheath si trovano due case pittoresche in cui vivono due famiglie imparentate fra loro. Le due case sono Albert House, detta La chiesa, dove abita Harriet Collard con la figlia Charlotte ed il nipote Bertie, e Victoria Villa, dove abitano gli altri due figli di Harriet, George e Beatrice, coi rispettivi consorti. Completa il quadro Paul, l'irrequieto giovane figlio di Roger Vandervent, desideroso di lasciare la scuola per divenire giornalista ed infatuato della zia Isabel. La famiglia Collard-Vandervent fonda la sua fortuna su una ditta di giocattoli, fondata da Charles Mortimer, il defunto padre di Harriet, ed adesso guidata dall'abile Roger Vandervent.

## Edizioni
- Julian Symons, False verità, traduzione di Maria Grazia Griffini, collana I Classici del Giallo, n. 703, Mondadori, 1994,  p. 287.